# Erdbeerfrühling
Erdbeerfrühling (Originaltitel Strawberry Spring) ist eine Kurzgeschichte des amerikanischen Autors Stephen King aus dem Jahr 1968. Sie erschien zuerst in der amerikanischen Literaturzeitschrift Ubris der University of Maine, die einige Kurzgeschichten Kings veröffentlichte, als er dort studierte. Im November 1975 wurde die Geschichte in dem Herrenmagazin Cavalier ein weiteres Mal veröffentlicht und 1978 nahm King sie in seinen Sammelband Nachtschicht (Originaltitel Night Shift) auf. Die Geschichte handelt von einer Mordserie an einer Universität während des sogenannten „Erdbeerfrühlings“, eines Wetterphänomens.

## Inhalt
Die Kurzgeschichte Erdbeerfrühling wird von einem Ich-Erzähler vorgetragen. Es geht rückblickend um eine Reihe von Morden, die im März 1968 während eines „Erdbeerfrühlings“ auf dem Gelände einer US-Universität stattfanden. Der namensgebende „Erdbeerfrühling“ wird als Wetterumschwung im Winter beschrieben, bei dem es zu starker Nebelbildung kommt, ein Ereignis, das nur alle acht bis zehn Jahre zu beobachten ist.
Eine Zeitungsbeitrag zum Spring Heeled Jack erinnert den Erzähler an seine Studienzeit und an eine Mordserie im März 1968, bei der der Täter von der Presse „unheimlicher Jack“ (im Original „Springheel Jack“) genannt wurde. Die eigentliche Geschichte beginnt, als ein Student auf dem Gelände des New Sharon College die Leiche eines Mädchens mit aufgeschnittener Kehle findet, worauf die Polizei an der Universität nach dem Täter fahndet. Der Ex-Freund der Toten, die sich von ihm erst vor kurzer Zeit getrennt hatte, wird als mutmaßlicher Täter festgenommen und Liebeskummer als Motiv angenommen. Als es kurz darauf zu einem weiteren Mord kommt, wird er wieder entlassen und die Polizei verhängt eine Ausgangssperre für den Campus. Dennoch wird eine Mitarbeiterin der Mensa brutal ermordet. Auch diesmal wird ein Verdächtigter festgenommen, doch auch er muss nach einem weiteren Mord entlassen werden. Die Polizei beschließt, das College zu schließen und die Studenten eine Woche vor den eigentlichen Semesterferien nach Hause zu schicken; damit endet auch die Mordserie und der Täter wird nie gefasst.
Acht Jahre später, wieder während eines Erdbeerfrühlings, berichtet die Zeitung erneut von einem Mord auf dem Campus des New Sharon College. Von seiner Frau befragt, wo der Erzähler in der letzten Nacht gewesen sei, stellt er fest, dass er sich nicht erinnern kann, und er bekommt Angst davor, in seinen Kofferraum zu schauen. Seine Frau glaubt, dass er mit einer anderen Frau zusammen gewesen sei, und der Erzähler beendet seinen Bericht mit den Worten: „Und, mein Gott, ich glaube, sie hat recht.“

## Rezeption

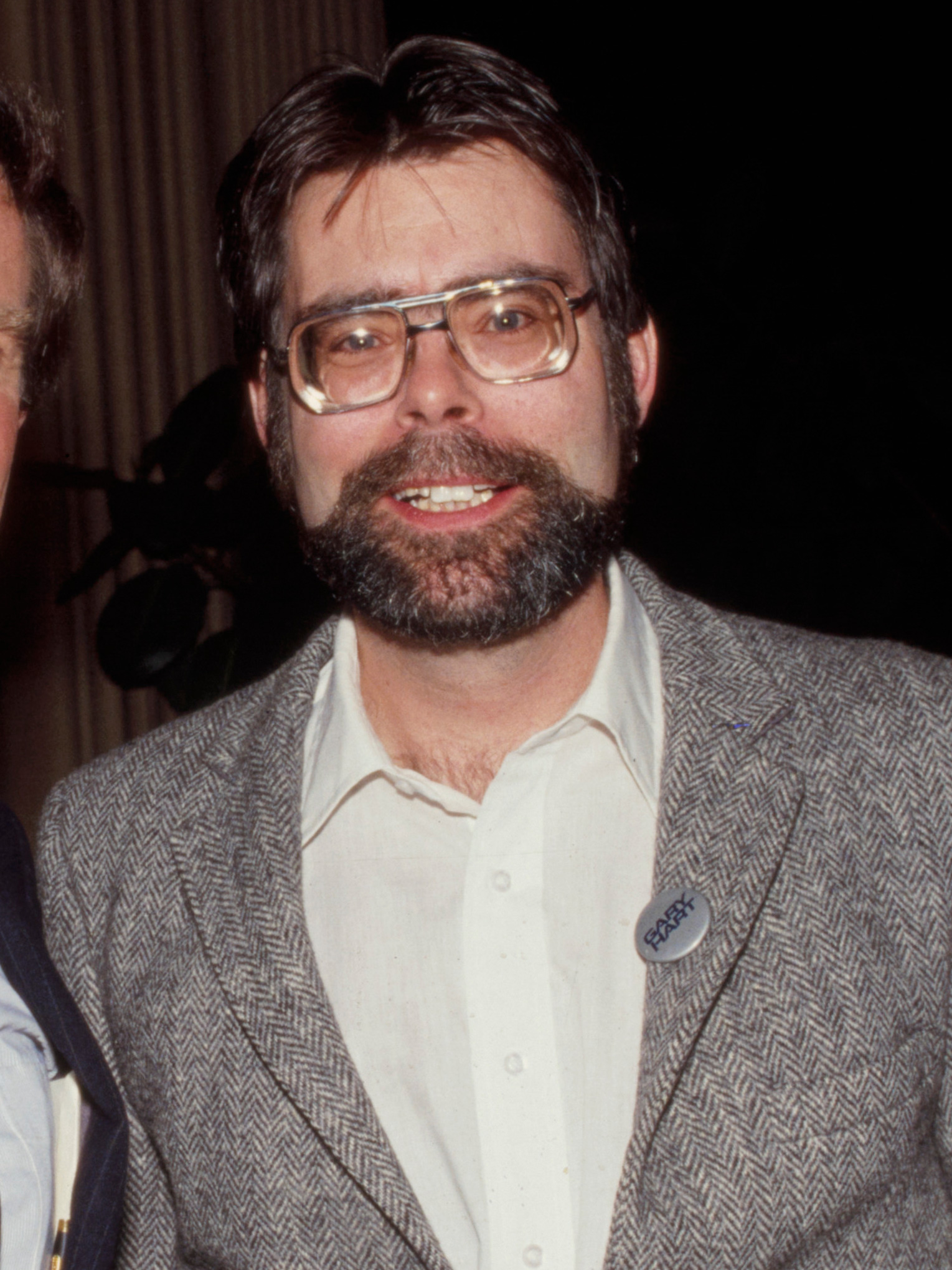
Stephen King, 1984

Als eine der frühen Geschichten von Stephen King entstand sie zu einer Zeit, als er als Schriftsteller noch vollständig unbekannt war, und auch die Veröffentlichung in Herrenmagazinen wie dem Cavalier oder der Gallery in den frühen 1970er Jahren brachten ihm keine sonderliche Bekanntheit. Erst als Teil der Kurzgeschichtensammlung Nachtschicht wurde die Geschichte bekannter, gehörte dort jedoch auch nicht zu den Hauptgeschichten. Marcel Feige gibt in seinem Großen Lexikon über Stephen King entsprechend zwar eine kurze Inhaltseinführung wieder, jedoch keine Bewertung.
Eine offizielle Verfilmung der Geschichte gibt es nicht. Stephen King schrieb in seinem 1988 erstmalig erschienen Sachbuch Danse Macabre, dass der Fernsehsender NBC in den 1980ern die Veröffentlichungsrechte an dieser und zwei weiteren Geschichten der Nachtschicht gekauft und ihn mit einer Überarbeitung für das Drehbuch beauftragt hatte. Er führt weiter aus, dass er nach Einreichen des Drehbuchs einen Anruf des Senders mit der Bitte der weiteren Überarbeitung erhielt: „Das Messer, mit dem mein Killer seine Morde beging, müsste verschwinden, sagte der Wicht. Der Killer dürfte bleiben, aber das Messer musste verschwinden. Messer waren zu phallisch. Ich schlug vor, dass wir einen Würger aus dem Killer machen. Der Wicht bekundete großen Enthusiasmus.“ Trotz der weiteren Überarbeitung wurde der Film jedoch nicht gedreht, „das endgültige Urteil lautete zu grausam und drastisch.“
2001 entstand unter dem Titel Strawberry Spring ein so genanntes „Dollarbaby“; Stephen King verkaufte regelmäßig die Filmrechte für den symbolischen Betrag von 1,00 US$ und eine Kopie des fertigen Films und konnte auch nach Fertigstellung darüber befinden, ob der Film veröffentlicht werden durfte. Die Regie für den acht Minuten langen Film Strawberry Spring übernahm Doveed Linder und der Film wurde am 29. Juli 2001 auf dem St. Louis Local Filmmaker Festival gezeigt.

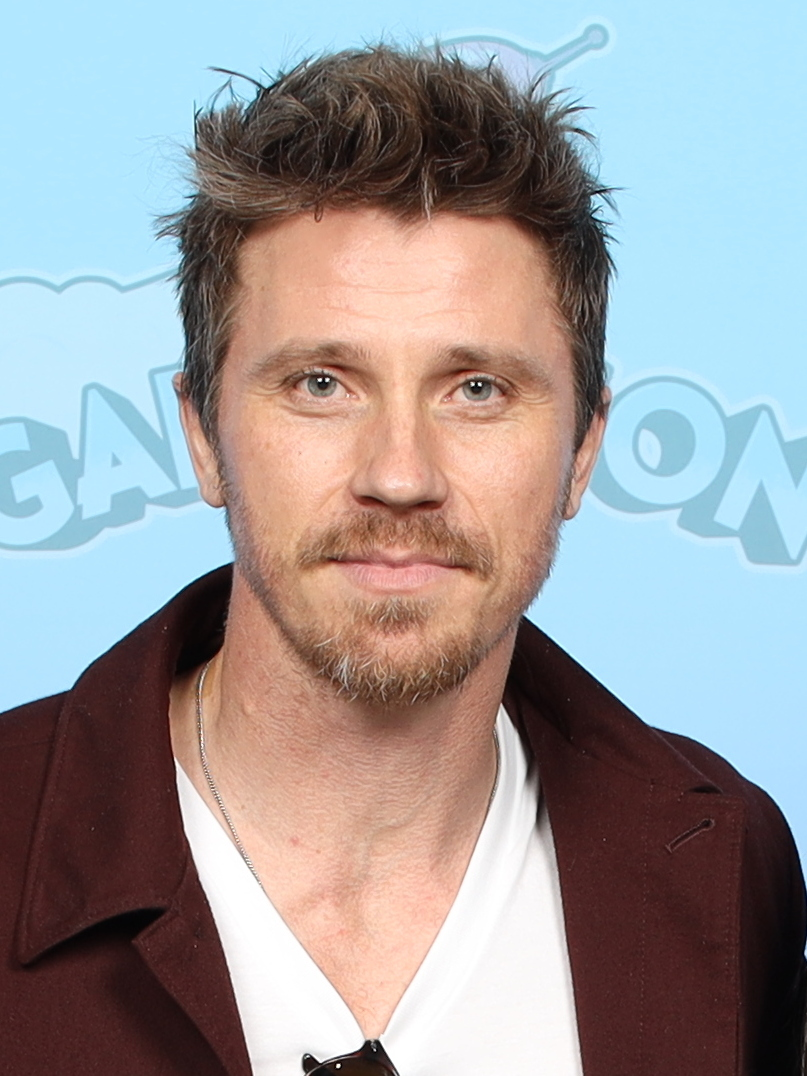
Garrett Hedlund übernahm die Rolle des Sprechers in der Podcast-Überarbeitung 2021

Zudem gibt es sowohl auf Englisch als auch auf Deutsch Hörbuchfassungen der Geschichtensammlung und damit auch der Geschichte. So veröffentlichte sie der Lübbe Audio Verlag von 1996 bis 2009 in drei Teilen. Der Erdbeerfrühling wurde auf Nachtschicht 3 von Jürgen Kluckert gelesen. Im Jahr 2021 veröffentlichten Audio Up Media und iHeart Media eine achtteilige Podcast-Adaption der Kurzgeschichte, produziert von Lee Metzger. Sie wurde ab dem 1. September 2021 veröffentlicht und war die erste von Kings Geschichten, die in Podcast-Form adaptiert wurde. Der Sprecher und Protagonist in dem Format ist Garrett Hedlund, weitere Rollen übernahmen Milo Ventimiglia, Herizen F. Guardiola, Sydney Sweeney, Ken Marino, Al Madrigal und Brec Bassinger.

## Veröffentlichungen
Erdbeerfrühling gehört wie alle Kurzgeschichten des Sammelbandes Nachtschicht zu den frühen Werken von Stephen King. Die Universitätszeitschrift Ubris hatte einige seiner Werke und Gedichte bereits während seiner Studienzeit an der University of Maine veröffentlicht, darunter auch Strawberry Spring. King konnte die Geschichte zudem in der Novemberausgabe von 1975 des erfolgreichen Männermagazins Cavalier, in dem neben Sexthemen und -bildern auch Pulp-Geschichten gedruckt wurden, platzieren. Zusammen mit zahlreichen weiteren Frühwerken nahm King den Text in überarbeiteter Form schließlich 1978 in seinen ersten Kurzgeschichten-Sammelband Nachtschicht auf.
Englischsprachige Ausgaben:
- Strawberry Spring. In: Ubris, Herbst 1968.
- Strawberry Spring. In: Cavalier, November 1975.
- Strawberry Spring. In: Night Shift, Doubleday, Garden City 1978, ISBN 978-0-385-12991-6.

Deutsche Ausgaben:
- Erdbeerfrühling, In: Nachtschicht. Lübbe, Bergisch Gladbach 1988 (Erstauflage), ISBN 978-3-404-13160-0. Das Buch wurde zudem in Lizenz in der Deutschen Buchgesellschaft bei Bertelsmann veröffentlicht.
- Erdbeerfrühling In: Robert Vito (Hrsg.): Das große Horror-Lesebuch III. Lübbe, Bergisch Gladbach 1994.